# Afranthidium controversum
Afranthidium controversum är en biart som först beskrevs av Oktawiusz Radoszkowski 1886.
Afranthidium controversum ingår i släktet Afranthidium och familjen buksamlarbin. Inga underarter finns listade i Catalogue of Life.